# Carlos Suárez Valdéz
Carlos Luis Suárez Mendoza (San Felipe, 26 aprile 1992) è un calciatore venezuelano, centrocampista del San Antonio Bulo Bulo.

## Carriera

### Nazionale
Ha esordito con la maglia della nazionale venezuelana il 25 maggio 2016 nella partita amichevole contro Panama terminata 0-0. Viene convocato dal commissario tecnico Rafael Dudamel per la Copa América Centenario negli Stati Uniti.